# Comuna Radovljica
Radovljica (Občina Radovljica) este o comună din Slovenia, cu o populație de 18.164 de locuitori (2002).

## Localități
Begunje na Gorenjskem, Brda, Brezje, Brezovica, Dobravica, Dobro Polje, Dvorska vas, Češnjica pri Kropi, Črnivec, Globoko, Gorica, Hlebce, Hraše, Kamna Gorica, Kropa, Lancovo, Lesce, Lipnica, Ljubno, Mišače, Mlaka, Mošnje, Nova vas pri Lescah, Noše, Otoče, Ovsiše, Peračica, Podnart, Poljče, Poljšica pri Podnartu, Posavec, Praproše, Prezrenje, Radovljica, Ravnica, Rovte, Slatna, Spodnja Dobrava, Spodnja Lipnica, Spodnji Otok, Srednja Dobrava, Srednja vas, Studenčice, Vošče, Vrbnje, Zadnja vas, Zaloše, Zapuže, Zgornja Dobrava, Zgornja Lipnica, Zgornji Otok, Zgoša